# Leocádia de Toledo
Leocadia de Toledo ou Santa Leocádia foi uma mulher espanhola venerada pela Igreja Católica como santa, que morreu virgem e mártir.
Ainda que Aurelio Clemente Prudâncio (384-410), que dedicou parte de sua obra a hinos dos mártires não menciona Leocádia, há muito tempo existe uma igreja dedicada à santa. Leocádia é um dos santos de culto mais antigos de Espanha, aparecendo citado já, por exemplo, nos calendários mozárabes. A prisão e morte de Leocádia foi narrada num relato do século VII.

## Hagiografia
As primeiras fontes hagiográficas datam, provavelmente, do século V. Narram que Leocádia pertencia a uma família nobre.
Segundo a tradição foi Publio Daciano, prefeito romano da Hispânia e governador da Bética que aplicou em Hispania um decreto de Diocleciano que ordenava a perseguição dos cristãos e o responsável direto de seu encerro e, em última instância, morte por martírio incruento. Ao chegar a Toledo, o pretor Daciano manda prender Leocádia pela confição pública de sua fé e rejeição à apostasía. Leocádia foi presa com amarras e numa masmorra escura para que refletisse sobre os tormentos que a esperavam se não se retificasse. Informada do martírio de Eulalia de Mérida e de outros mártires como, entre outros, Vicente, Sabina e Cristeta de Talavera, com os tremendos tormentos que lhes foram aplicados com grande crueldade, Leocadia morre, talvez também de esgotamento, na prisão.

## Relíquias

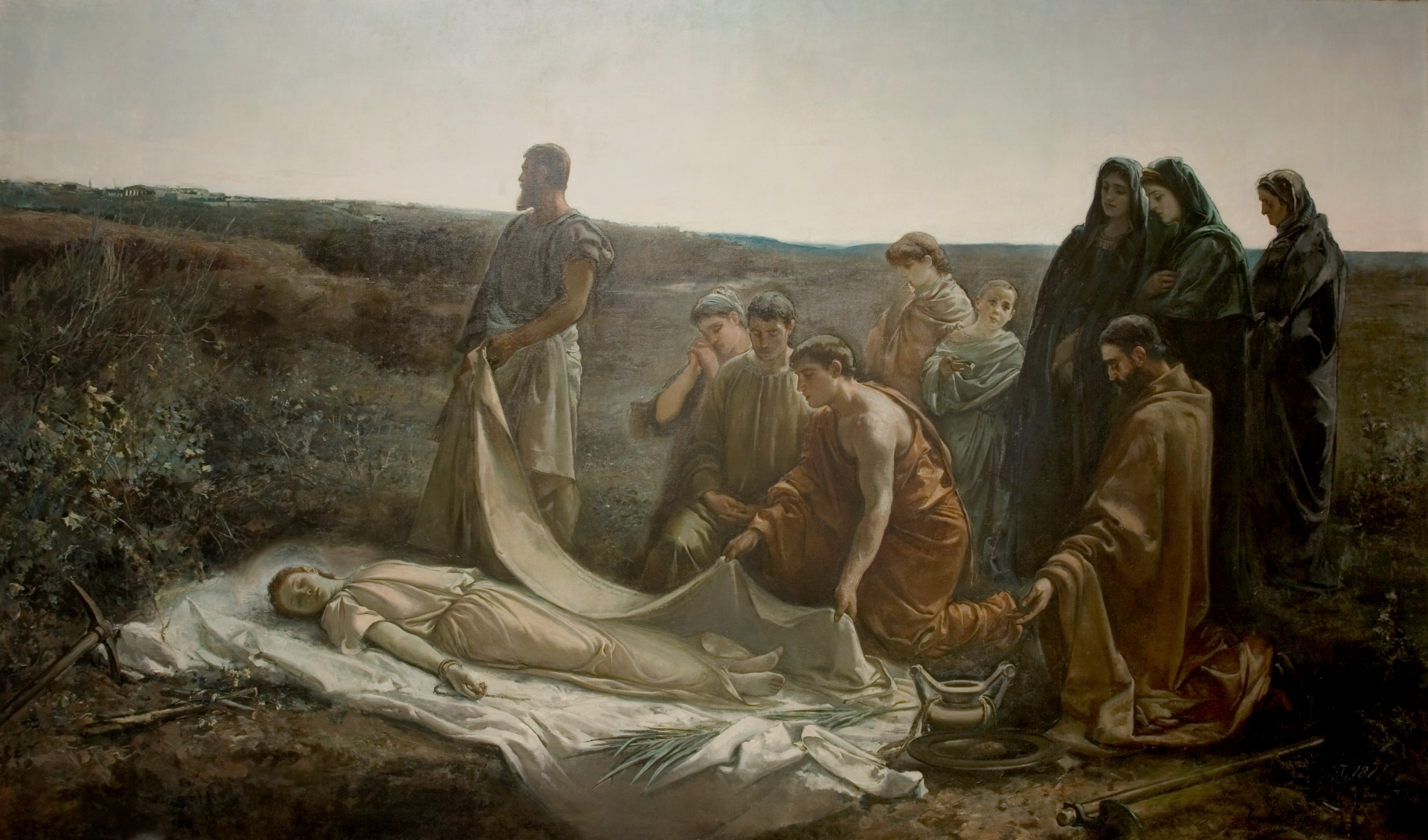
Enterro de Santa Leocadia de Cecilio Pla, apresentado à Exposição Nacional de Belas Artes de 1887.

Inicialmente foi enterrada no cemitério de Toledo, na zona ocidental, junto ao Tajo. Em 1587 voltaram-se a trazer a Toledo os restos mortais da santa.
Até o século VIII estiveram em Toledo. A perseguição de Abderramão I contra os cristãos provocou que muitos mozárabes fugissem da cidade e se levassem as relíquias de Leocadia, junto com as de outros santos toledanos. As de Leocadia foram levadas a Oviedo, onde  Alfonso o Casto ergueu um templo em sua honra. De Oviedo, as relíquias foram levadas a Flandes. Por mediação de Felipe II os monges do cenobio de Saint-Ghislain (diocese de Cambrai), onde estavam então depositadas, voltam a entregar ao pai jesuíta Miguel Hernández e em 1587 chegam à catedral de Toledo. Na cerimônia de recepção assistem entre outros, o rei Felipe II.
Os restos da santa repousam no Ochavo da catedral, numa arqueta de prata, a qual tem textos sobre sua vida. A arqueta foi desenhada por Nicolás de Vergara e confeccionada pelo prateiro Merino. Saca-se em procissão em carroça no dia 9 de dezembro.

## Iconografia
Representa-lha com uma cruz pela que desenhou em prisão na rocha e com a palma do martírio. Também ante o pretor, açoitada e em prisão. Em outras ocasiões representa-lha em seu aparecimento a San Ildefonso de Toledo. Por último, representa-lha com uma torre, por ter morrido em prisão. Tem o título de confessora.

## Igreja de Santa Leocádia de Toledo
A tradição toledana sustenta que a Igreja de Santa Leocádia em Toledo (Espanha) está edificada sobre o solar da casa onde nasceu a santa, à que pertenceria uma pequena habitação subterrânea, onde se afirma que fazia oração.
A paróquia aparece citada em documentos desde meados do século XII, com a denominação de Santa Leocádia de Toledo, para diferenciar de outra igreja, com o mesma nome, junto ao alcázar, edificada no lugar onde a santa esteve em prisão. Também se chamou à basílica extramuros a de fora, dantes de "Santa Leocadia" e atualmente do "Cristo da Vega", onde foi enterrada. As partes mais antigas são de estilo mudéjar toledano. No século VII foi sede do IV Concilio de Toledo.